# لیک (کنتاکی)
لیک (به انگلیسی: Lake) یک منطقهٔ مسکونی در ایالات متحده آمریکا است که در شهرستان لاورل، کنتاکی واقع شده‌است. لیک ۳۶۷٫۹ متر بالاتر از سطح دریا واقع شده‌است.